# Kailas Mahadevan

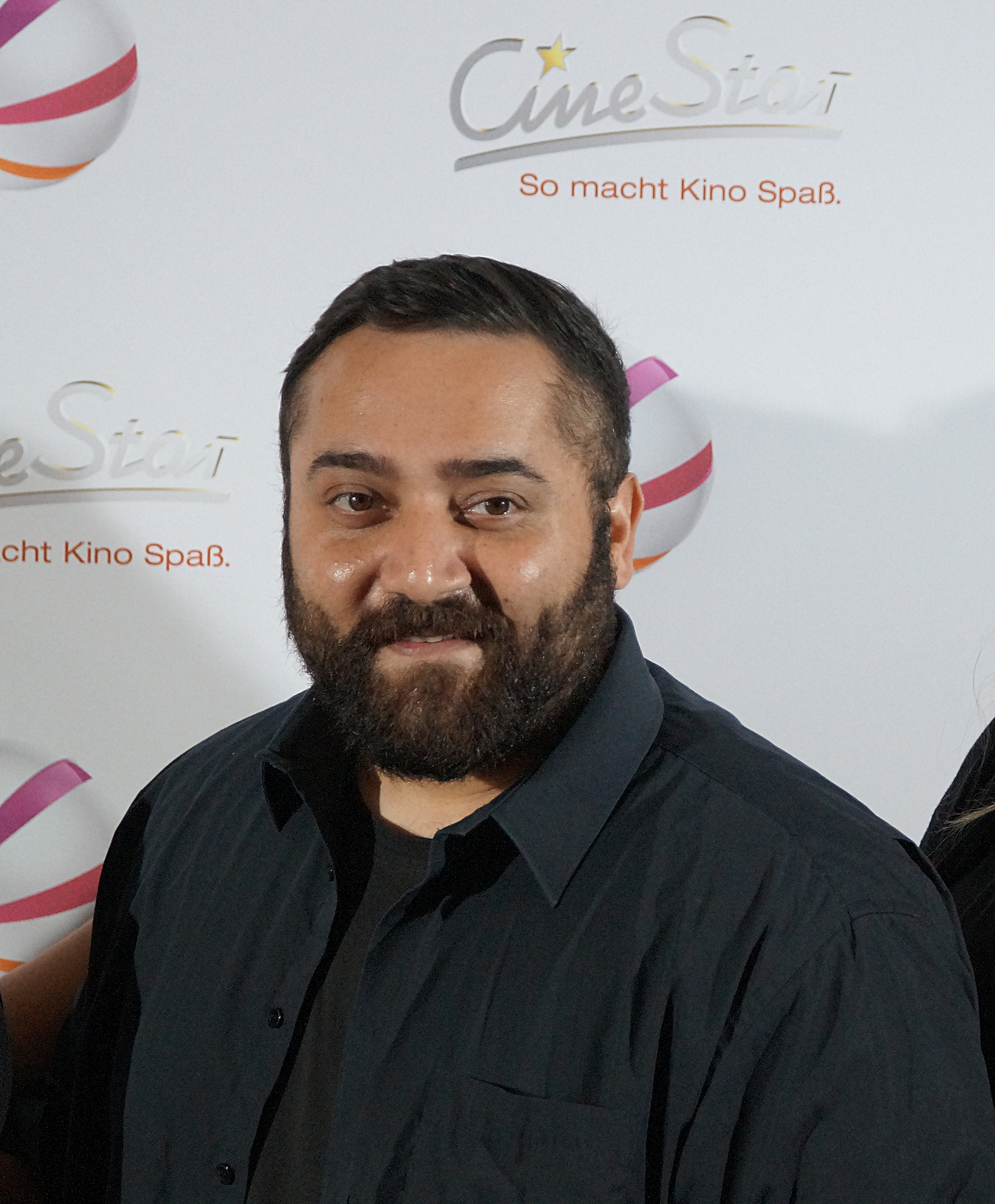
Kailas Mahadevan bei der Premiere des Sat.1 Filmes Volltreffer, 29. September 2016, in Dortmund

Kailas Mahadevan (* 14. August 1978 in Hamburg) ist ein deutscher Schauspieler, Synchronsprecher und Rapper.

## Biografie
2001 synchronisierte Mahadevan eine Rolle in Die Sopranos. Danach hatte er seine ersten Rollen als Schauspieler in dem Fernsehfilm Liebe in letzter Minute und in dem Kinofilm Anam. Bekanntheit erlangte er durch die Rolle des Nefzat Akinci in Kein Bund für’s Leben.
Sein Wohnsitz ab 2009 ist Hamburg.

## Filmografie (Auswahl)

### Kino
- 2001: Anam
- 2007: Kein Bund für’s Leben
- 2008: Fleisch ist mein Gemüse
- 2010: Teufelskicker
- 2010: Hier kommt Lola!
- 2011: The Ultimate SuperHero Blog
- 2015: Kleine Ziege, sturer Bock
- 2015: Simon sagt auf Wiedersehen zu seiner Vorhaut
- 2016: Ostfriesisch für Anfänger
- 2017: Fremde Tochter
- 2017: Aus nächster Distanz
- 2017: Nur Gott kann mich richten
- 2017: Lommbock
- 2019: Die drei !!!
- 2023: Manta Manta – Zwoter Teil
- 2024: Grüße vom Mars

### Fernsehen
- 2002: St. Angela (Fernsehserie, Folge Einer gegen alle – Alle gegen einen)
- 2002: Der Ermittler (Fernsehserie, Folge Das Profil des Mörders)
- 2003: Liebe in letzter Minute
- 2004: Tatort: Verlorene Töchter (Fernsehreihe)
- 2005: Hart auf Hart (Kurzfilm)
- 2005: Die Rettungsflieger (Fernsehserie, Folge Fahrerflucht)
- 2006, 2011: Da kommt Kalle (Fernsehserie, verschiedene Rollen, 2 Folgen)
- 2007–2012: Notruf Hafenkante (Fernsehserie, verschiedene Rollen, 3 Folgen)
- 2008: Die Weisheit der Wolken
- 2008: Ein Job
- 2008: vogel.tot (Kurzfilm)
- 2009: Der Landarzt (Fernsehserie, Folge Reine Nervensache)
- 2009: Schutzlos
- 2009: Einsatz in Hamburg – Tödliches Vertrauen (Fernsehreihe)
- 2009: Ein starkes Team – Das große Fressen (Fernsehreihe)
- 2009: Dawn (Kurzfilm)
- 2009, 2011: Die Pfefferkörner (Fernsehserie, verschiedene Rollen, 2 Folgen)
- 2009: Nachtschicht – Blutige Stadt (Fernsehreihe)
- 2009: Nachtschicht – Wir sind die Polizei
- 2010: Das Duo – Bestien (Fernsehreihe)
- 2010: Amigo – Bei Ankunft Tod
- 2010: Emmas Chatroom (Fernsehserie, eine Folge)
- 2011: Schimanski – Schuld und Sühne (Fernsehreihe)
- 2011: Flaschendrehen
- 2011: Stubbe – Von Fall zu Fall – Querschläger (Fernsehreihe)
- 2011: Der Kommissar und das Meer – Laila (Fernsehreihe)
- 2013: Tatort: Der illegale Tod
- 2012: Mord mit Aussicht (Fernsehserie, Folge Terror in Hengasch)
- 2012: Der Dicke (Fernsehserie, Folge Verlustgeschäfte)
- 2013: Morden im Norden (Fernsehserie, Folge Die gute Ute)
- 2013: Nord Nord Mord – Clüver und die fremde Frau (Fernsehreihe)
- 2013: Tatort: Gegen den Kopf
- 2013: Habib und der Hund (Kurzfilm)
- 2013: Eine verhängnisvolle Nacht
- 2014: In Your Dreams - Sommer deines Lebens (Fernsehserie, 2 Folgen)
- 2014: Utta Danella – Die Himmelsstürmer (Fernsehreihe)
- seit 2014: Neben der Spur (Fernsehreihe)
  - 2014: Adrenalin
  - 2016: Amnesie
  - 2016: Todeswunsch
  - 2017: Dein Wille geschehe
  - 2018: Sag, es tut dir leid
  - 2020: Erlöse mich
  - 2021: Schließe deine Augen
  - 2022: Dia andere Frau
- 2014: Mordkommission Istanbul – Das Ende des Alp Atakan (Fernsehreihe)
- 2014: Auf der Straße
- 2014: Tatort: Brüder
- 2014: Tatort: Kopfgeld
- 2014: Tatort: Der sanfte Tod
- 2015–2017: Großstadtrevier (Fernsehserie, 3 Folgen)
- 2015: Der Hafenpastor und das graue Kind
- 2015: Der Bulle und das Landei – Wo die Liebe hinfällt (Fernsehreihe)
- 2015: Bella Block: Die schönste Nacht des Lebens (Fernsehreihe)
- seit 2015: Tatort, Fernsehreihe, siehe Lena Odenthal#Weitere
  - 2015: Tatort: Roomservice
  - 2015: Tatort: LU
  - 2018: Tatort: Kopper
  - 2019: Tatort: Maleficius
  - 2020: Tatort: Unter Wölfen
  - 2021: Tatort: Der böse König
  - 2022: Tatort: Marlon
  - 2022: Tatort: Das Verhör
  - 2023: Tatort: Lenas Tante
  - 2024: Tatort: Dein gutes Recht
- 2016: Nord Nord Mord – Clüver und der tote Koch
- 2016: Volltreffer
- 2017: Schwarzbrot in Thailand
- 2017: Bad Cop – kriminell gut (Fernsehserie, 2 Folgen)
- 2018: Reich oder tot
- 2018: Nachtschicht – Es lebe der Tod
- 2018–2019: Beck is back! (Fernsehserie, 2 Folgen)
- 2019–2021: Check Check
- 2019: Harter Brocken: Der Geheimcode
- 2020: Sarah Kohr – Teufelsmoor
- 2021: Helen Dorn – Wer Gewalt sät (Fernsehreihe)
- 2021: Immer der Nase nach
- 2022: Sarah Kohr – Geister der Vergangenheit
- 2022: Malibu – Ein Zelt für drei
- 2023: 2 unter Millionen
- 2023: Conti – Meine zwei Gesichter
- 2023: Mona & Marie – Ein etwas anderer Geburtstag
- 2023: Tatort: Das Wunderkind
- 2024: Zeit Verbrechen (Miniserie, Folge Dezember)
- 2024: Dein perferktes Jahr
- 2024: SOKO Hamburg (Fernsehserie, Folge Tod in bester Lage)
- 2024: Ein Zimmer für Papa
- 2025: Tatort: Borowski und das hungrige Herz

### Musikvideos
- 2013: Aschenflug (Adel Tawil feat. Prinz Pi & Sido)
- 2015: Bauch und Kopf (Mark Forster)

## Synchronrollen (Auswahl)
- 2001: Die Sopranos als verschiedene Mafiamitglieder
- 2007: Cat’s Paw als Gong
- 2007: Appartement (Chircle of fear) als Gangsterboss
- 2007: It’s Me (Chircle of fear) 2 als Erpresser
- 2007: L.A. Riot Spectacular als Lil Monster
- 2008: Das Wunder vom Indus als Inder (dt. mit indischem Akzent)
- 2008: Viruddh als Anwar
- 2015: Badge of Honor als Marc
- 2016: Kimmy Schmidt als Jimmy Fallon
- 2016: Die Ardennen als Khalid
- 2016: Naruto Blood Prison als Maroi
- 2016: Jazbaa als Abbas
- 2017: Bellevue als Jim
- 2017: Master of None als Lawrence

## Diskografie
- 2005: Party Never Stops